# Kim Jae-wook
Kim Jae-Wook, também conhecido como Gim Jae-uk (em hangul: 김재욱 e em hanja: 金材昱; Seul, 2 de abril de 1983), é um ator e modelo sul-coreano. Ele é muito conhecido por seus papéis em várias produções coreanas, como o filme de comédia Antique (2008) e os dramas Coffee Prince (2007), Who Are You? (2013), o thriller Voice (2017), The Guest (2018), Her Private Life (2019) e Crazy Love (2022). Além disso, ele é fluente em japonês e interpretou Sō Takeyuki, o marido japonês da princesa Deokhye, no filme The Last Princess.

## Biografia
Kim nasceu em Seul, capital da Coreia do Sul, mas cresceu em Tóquio, no Japão. Viveu lá até os sete anos de idade, quando retornou com sua família para a Coreia do Sul. O pai de Kim era jornalista e foi transferido para o Japão como correspondente estrangeiro. Aos 17 anos, Kim iniciou sua carreira artística ao se apresentar em uma banda e também trabalhava como modelo.
É fluente em japonês devido ao tempo que passou no Japão durante sua infância. Além disso, estudou no Instituto de Arte de Seul e cumpriu o serviço militar obrigatório por 21 meses, a partir de 5 de julho de 2011.

## Carreira

### 2002–2011: início de carreira e descoberta
No drama "Ruler of Your Own World" da MBC, de 2002, Kim fez sua estreia como membro de uma banda independente. Depois de sua estreia como ator no drama, focou em sua carreira de modelo por cinco anos. Fez um teste em 2007 e ganhou o papel de No Sun-ki na série dramática de sucesso de 2007, Coffee Prince, que o levou à fama na Coréia do Sul e em outros países asiáticos. Posteriormente, em 2008, ele fez uma aparição no drama "The Kingdom of The Winds". Em maio de 2008, Kim foi nomeado embaixador da boa vontade para o 9º Festival Internacional de Cinema de Jeonju (JIFF)
Kim então estrelou seu primeiro filme, Antique, baseado no mangá Antique Bakery, que foi convidado para o 59º Festival Internacional de Cinema de Berlim. Kim foi premiado como Melhor Novo Ator no 16º Prêmio de Entretenimento Coreano. Em outubro de 2009, ele formou uma banda de rock moderno chamada Walrus, na qual ele atuou como guitarrista e vocalista. O nome da banda foi inspirado no single dos Beatles intitulado "I am the Walrus".
Conseguiu seu primeiro papel principal no k-drama sul-coreano-japonês da Bee TV, Give Me Your Memory: Pygmalion's Love, que foi ao ar em março de 2010. No mesmo ano, ele estrelou a série de televisão de melodrama Bad Guy e apareceu na série de comédia romântica Marry Me, Mary!.
Antes de se alistar para o serviço militar em 2011, participou do musical de rock "Hedwig And the Angry Inch" entre os meses de maio e junho do mesmo ano.

### 2013–2016: Retorno
Após concluir seu serviço militar obrigatório, Kim retornou às telas em "Who Are You?", uma série de televisão onde interpretou o namorado falecido da personagem de So Yi-hyun. No ano seguinte, ele estrelou em "Inspiring Generation", uma ação da KBS, como rival de Kim Hyun-joong. Entretanto, por questões inevitáveis, Kim deixou a série após o episódio 8.
Em 2015, Kim recebeu o papel principal no filme de comédia de fantasia "Plank Constant", interpretando um roteirista com fantasias sexuais estranhas.
Em 2016, Kim interpretou um nobre japonês que se casou com a personagem de Son Ye-jin, a princesa Deokhye, no filme histórico "The Last Princess". No mesmo ano, ele desempenhou um papel principal no filme "Two Rooms, Two Nights" como um diretor de cinema popular que tenta manter relacionamentos românticos secretos com sua atual namorada e sua ex-namorada.

### 2017–presente: Crescente popularidade
Em janeiro de 2017, Kim atuou como protagonista no filme de romance "Another Way", interpretando um policial que faz um pacto de suicídio com o personagem de Seo Yea-ji que conheceu online. Ele então assumiu o papel de antagonista no drama de suspense da OCN, "Voice", onde recebeu elogios por sua atuação como um serial killer. Em julho do mesmo ano, Kim foi escalado para o drama romântico "Temperature of Love", interpretando um rico empresário.
Em 2018, Kim obteve um papel no musical Amadeus com um elenco triplo, junto a Jo Jung-suk e Kim Sung-kyu. Além disso, o filme japonês Butterfly Sleep foi lançado em maio do mesmo ano. Kim também foi escalado para o thriller sobrenatural da OCN, The Guest.
Em 2019, Kim assumiu o papel principal na comédia romântica dramática Her Private Life, ao lado de Park Min-young, sendo esta a primeira vez que ele estrelou como protagonista em uma comédia romântica.
Em 2020, Kim lançou "My Margiela", uma série em cinco episódios sobre o estilista belga Martin Margiela. A série foi transmitida na plataforma de streaming Naver TV e mostrou Kim explorando a vida e o legado de Margiela, bem como suas próprias experiências com a moda e o estilo.
Em 2022, Kim protagonizou a série de televisão Crazy Love da KBS2, ao lado de Krystal Jung. Ele interpreta um instrutor de matemática e CEO de um instituto de matemática de destaque.

## Vida pessoal
Em maio de 2011, Kim co-autorou o livro Top Model junto com as modelos de moda Jang Yoon-ju, Ji Hyun-jung, Han Hye-jin e Song Kyung-ah, que foi baseado em suas experiências na indústria da moda.
Após cinco semanas de treinamento militar básico, ele cumpriu o serviço militar obrigatório em 5 de julho de 2011, servindo ativamente por 21 meses.
Kim firmou um acordo de exclusividade com a agência Better ENT em junho de 2015, mas após dois anos de contrato, deixou a Better ENT e assinou com a SOOP.

## Filmografia

### Filme
| Ano  | Título                | Papel            |
| ---- | --------------------- | ---------------- |
| 2006 | Monopoly              |                  |
| 2008 | Antique               | Min Sunwoo (Ono) |
| 2010 | Heart of Gold         | Yoo-sung         |
| 2010 | Bang                  | Alex             |
| 2015 | C'est Si Bon          | Kang Myung-chan  |
| 2015 | Planck Constant       | Kim Woo-joo      |
| 2016 | Two Rooms, Two Nights | In-sung          |
| 2016 | The Last Princess     | So Takeyuki      |
| 2017 | Another Way           | Soo-wan          |
| 2018 | Butterfly Sleep       | Soh Chan-hae     |

### Televisão
| Ano  | Título                               | Papel               |  |
| ---- | ------------------------------------ | ------------------- |  |
| 2002 | Ruler of Your Own World              | Ki-Hong             |  |
| 2007 | Coffee Prince                        | Noh Sun-Ki          |  |
| 2007 | Dal-Ja's Spring                      | Choon-Ha            |  |
| 2008 | The Kingdom of The Winds             | Chu Bal-Su          |  |
| 2010 | Give Me Your Memory Pygmalion's Love | Kim Gyeon           |  |
| 2010 | Bad Guy                              | Hong Tae-Sung       |  |
| 2010 | Marry Me, Mary!                      | Byun Jung-In        |  |
| 2013 | Who Are You?                         | Lee Hyung-Joon      |  |
| 2014 | Drama Festival "4teen"               | Joon-Yi (Cameo)     |  |
| 2014 | Inspiring Generation                 | Kim Soo-Ok (ep.1-8) |  |
| 2015 | Sweet Tentation                      | Seok-Min            |  |
| 2017 | Voice (1ª Temporada)                 | Mo Tae-Gu           |  |
| 2017 | Temperature of Love                  | Park Jung-Woo       |  |
| 2018 | The Guest                            | Choi Yoon           |  |
| 2018 | Quiz of God: Reboot                  | AI Joo-On (ep.16)   |  |
| 2019 | Her Private Live                     | Ryan Gold           |  |
| 2022 | Crazy Love                           | Noh Go-Jin          |  |
| 2023 | Death's Game                         | Jeong Gyu-Cheol     |  |
| 2024 | Hong-Rang                            | Prince Hanpyeong    |  |
| 2025 | Melo Movie                           | Ko Jun              |  |

### Teatro
| Ano  | Título                     | Papel                   |
| ---- | -------------------------- | ----------------------- |
| 2018 | Amadeus                    | Wolfgang Amadeus Mozart |
| 2011 | Edwiges and the Angry Inch | Edwiges                 |
| 2021 | Minstrel Park in hwan      |                         |